# Gülben Ergen
Gülben Ergen (Istanbul, 25 agosto 1972) è una cantante turca, conosciuta ed apprezzata anche al di fuori della Turchia.
I suoi album vendono regolarmente milioni di copie. Occasionalmente si è prestata anche come attrice.

## Album
- Merhaba 1995
- Kör Âşık 1999
- Sade ve Sadece 2002
- Uçacaksın 2004
- 9 + 1 Fıkır Fıkır 2005
- Gülben Ergen 2006
- Aşk Hiç Bitmez 2008
- soz ve muzik gulben ergen 2021

## Film
- Biz Ayrılamayız (Film) (1988)
- Deniz Yıldızı (Film) (1988)
- Av (Film) (1989)
- Hanımın Çiftliği (1990)
- Kanun Savaşçıları (1991)
- Yolpalas Cinayeti (1991)
- İşgal Altında (1992)
- İki Kız Kardeş (1994-1995)
- Fırat (1994)
- Marziye (1998-2000)
- Dadı (2000-2002)
- Hürrem Sultan (2002-2003)
- Gönül (2006)
- Gülben Ergen ile Sürpriz (2008)